# Regata de jábegas del puerto de Málaga

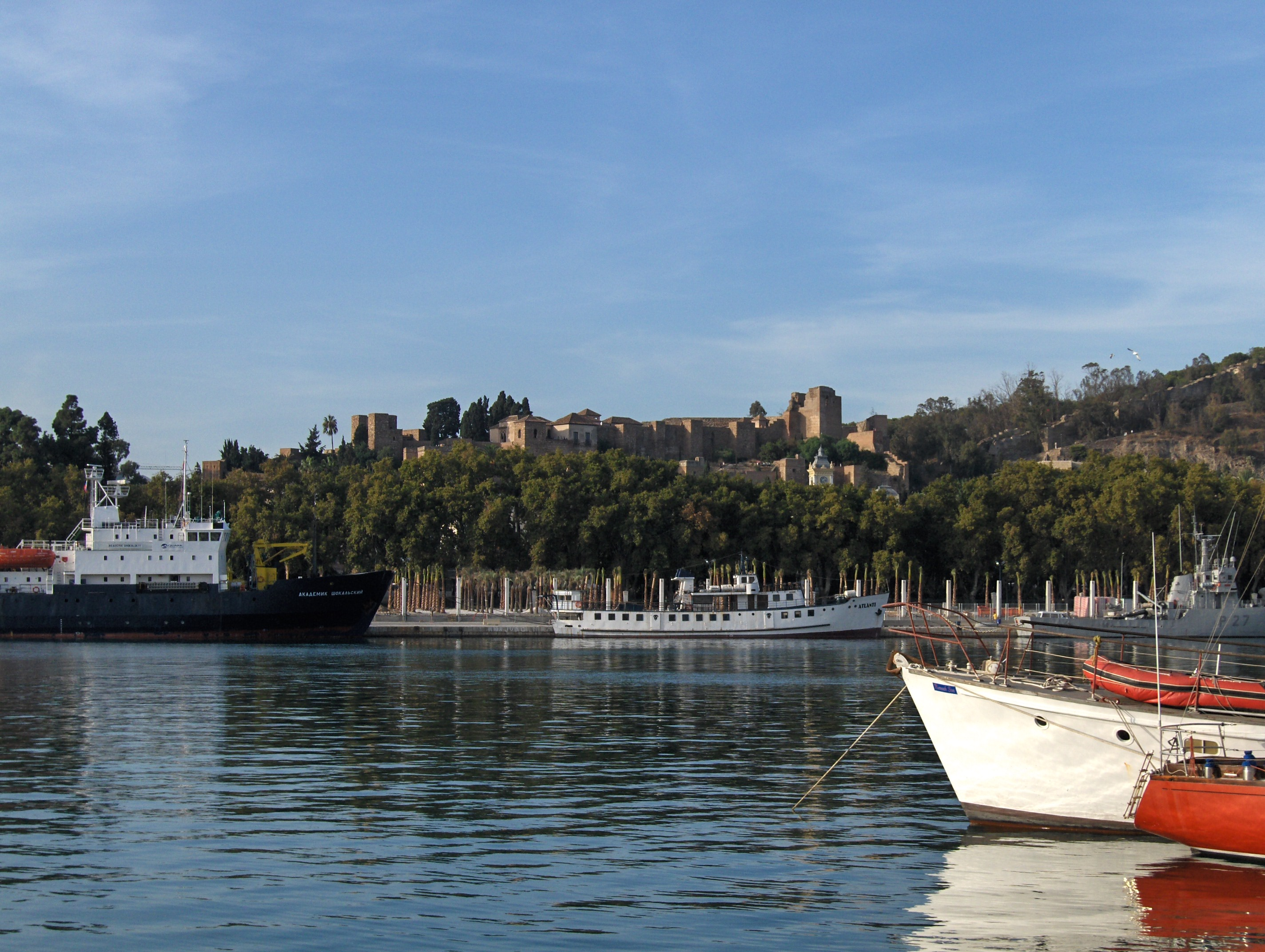
Puerto de Málaga.

La Regata de jábegas del puerto de Málaga es una competición deportiva de remo que se celebra anualmente desde 1961. Está considerada como la prueba de más prestigio de la liga de jábegas y tiene lugar normalmente en el mes de agosto. 
Se trata de un evento organizado por el Ayuntamiento de Málaga, como antesala de la Feria de Agosto. En la 49.ª edición de 2010 participaron 11 jábegas: la Cordela, la Traya, la Almoguera, la Virgen del Carmen, la María Juliana, la San Andrés, la Rompeola, la Araceli, la Rosario y Ana, la Santa Cristina y la Victoria. Y otras cuatro embarcaciones en la categoría de veteranos. 

## Palmarés
| Edición | Año  | Ganador (tiempo)              | Segunda (tiempo)              | Tercera (tiempo)         |
| 50.ª    | 2011 | La Cordela (4 h 14' 14)       | La María Juliana (4 h 20' 91) | La Victoria (4 h 47' 29) |
| 49.ª    | 2010 | La María Juliana              | La Cordela                    | La San Andrés            |
| 48.ª    | 2009 | La María Juliana (6 h 52' 49) | La San Andrés (7 h 5' 16)     | La Cordela 7 h 9' 14)    |
| 47.ª    | 2008 | La Cordela (6´53' 30)         | La María Juliana (6 h 54' 95) | La Traya (7 h 6' 46)     |
| 46.ª    | 2007 | La María Juliana (7 h 56' 26) | La San Andrés (8 h 2' 70)     | La Cordela (8 h 15' 88)  |